# Lymantria inordinata
Lymantria inordinata är en fjärilsart som beskrevs av Walker 1865. Lymantria inordinata ingår i släktet Lymantria och familjen tofsspinnare. Inga underarter finns listade i Catalogue of Life.